# Weltgenusserbe Bayern
Ziel des Projektes Weltgenusserbe Bayern ist die Absatzförderung herkunftsgeschützter bayerischer Spezialitäten außerhalb der bayerischen Landesgrenzen.

## Laufzeit und Finanzierung
Die Info-Kampagne zum WeltGenussErbe Bayern lief bis 2017. Das Budget liegt bei rund 1,5 Millionen Euro und wurde von Juli 2010 an von der EU-Kommission als damals bundesweit einziges Absatzförderungsprogramm zu 50 % gefördert.

## Geförderte Produkte
- Allgäuer Emmentaler g.U.
- Allgäuer Bergkäse g.U.
- Bayerisches Bier g.g.A.
- Nürnberger Rostbratwurst g.g.A.
- Schrobenhausener Spargel g.g.A.
- Abensberger Spargel g.g.A.
- Bayerisches Rindfleisch g.g.A.

Im Blickpunkt der Kampagne WeltGenussErbe Bayern stehen die EU-Herkunftszeichen „geschützte geografische Angabe“ (g.g.A.) und „geschützte Ursprungsbezeichnung“ (g.U.)